# Route nationale 488
La route nationale 488, ou RN 488, est une route nationale française ayant connu deux itinéraires différents. Elle a d'abord relié Chevagnes à Digoin avant d'être renumérotée RN 79 dans les années 1970, puis ce numéro a été affecté à un accès à Saint-Étienne.

## Histoire
À sa création en 1933, la route nationale 488 reliait Chevagnes à Digoin. Elle était néanmoins définie « de Moulins à Digoin » dans la nomenclature de 1933, la section de Moulins à Chevagnes étant assurée par la route nationale 73.
Elle a été renumérotée en RN 79 durant les années 1970, la RN 79 se dirigeant alors vers Moulins et non plus vers Nevers. Lorsque la voie rapide a été construite entre Toulon-sur-Allier et Digoin, l'ancien tracé entre Moulins et Digoin n'a pas été immédiatement déclassé et est resté durant plusieurs années dans le réseau national sous le nom de RN 2079. Elle a finalement été déclassée en RD 779 dans l'Allier et en RD 979B en Saône-et-Loire.
Entre Dompierre-sur-Besbre et Diou, la RN 488 avait un tronc commun avec la RN 480. Cette section a connu la même histoire, devenant successivement la RN 79, la RN 2079 et finalement la RD 779.
Actuellement, la RN 488 traverse la ville de Saint-Étienne. Elle assure une liaison entre la route nationale 88, dont elle est une antenne, et l'autoroute A72 en direction du nord de la préfecture ligérienne, de Roanne et de Clermont-Ferrand, et se prolonge jusqu'au rond-point Antoine-Pinay en desservant les centres commerciaux (Monthieu et Steel).

## Tracés

### Premier tracé: de Chevagnes à Digoin
- Chevagnes, D 779
- Les Chappes, commune de Chevagnes
- Les Tréfoux, commune de Beaulon
- Dompierre-sur-Besbre

Tronçon commun avec l'ex RN 480 (5 km)
- Diou
- La Chaume, commune de Diou
- Pierrefitte-sur-Loire
- Coulanges
- Talenne, commune de Coulanges
- Le Péage, commune de Molinet
- La Fontaine Saint-Martin, commune de Molinet
- La Broche, commune de Molinet
- Chavanne, commune de Molinet et de Chassenard, D 779
- Pont sur la Loire, entrée dans le département de Saône-et-Loire, D 979B
- Digoin, D 979B

### Deuxième tracé: desserte de Saint-Étienne
- Échangeur entre la RN 88 et la RN 488 (depuis Saint-Chamond, Lyon, Marseille)
- Échangeur entre l’A72 et la RN 488 : Clermont-Ferrand, Saint-Étienne-Bouthéon, La Terrasse ; Valence par RD 1082, Le Puy-en-Velay – Montplaisir, Saint-Étienne-Sud
- Rond-point Antoine Pinay